# Arcángel (Flamencosänger)

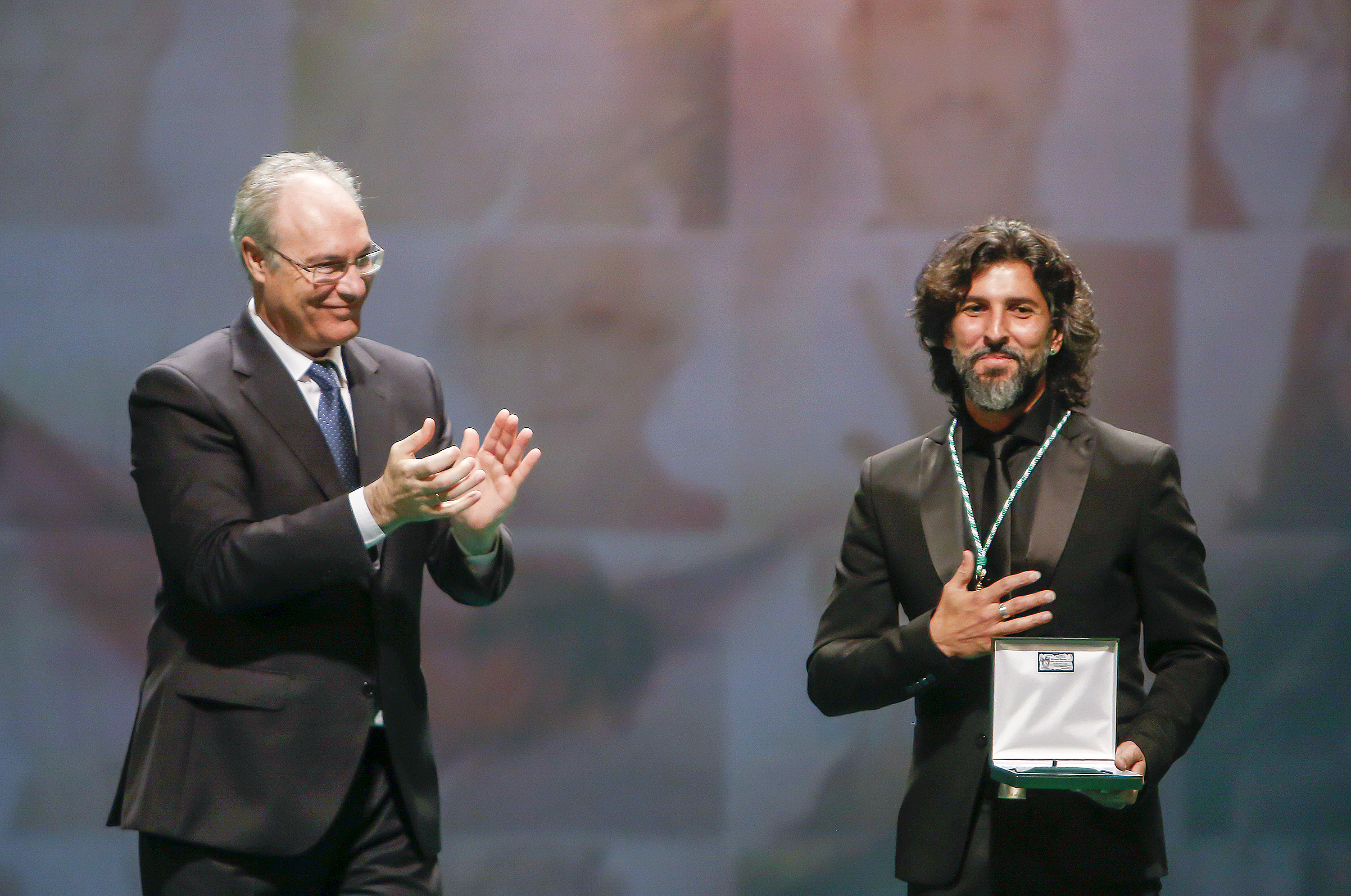
Arcángel 2017

Francisco José Arcángel Ramos (* 25. März 1977 in Huelva), bekannter unter seinem Bühnennamen Arcángel, ist ein spanischer Flamenco-Sänger.

## Biografie
1987, im Alter von zehn Jahren, gewann er zum ersten Mal bei einem Gesangs-Wettbewerb für Kinder mit seinem Fandango-Vortrag. In den folgenden zwei Jahren konnte er diesen Erfolg wiederholen. 1988 wurde er von Niño de Pura und dessen Bruder, dem Tänzer José Joaquín, für gemeinsame Auftritte in die Obhut genommen. 1996 er in der Show La Parrala bei Jesús Cayuela und José Roca und 1997 bei Mario Maya in dessen Show Los Flamencos cantan y bailan a Lorca auf. 1998 sang er in Manuel Solers Inszenierung Por aquí te quiero ver.
Bei der Biennale von Sevilla von 1998 wirkte er bei einer ganzen Reihe von Vorstellungen mit: Er sang bei De Cádiz a Cuba von Mario Maya, bei Abanaó von Juan Carlos Romero, bei Seis movimientos de baile flamenco von Pepa Montes und Ricardo Miño, bei Sansueña von José Joaquín und bei Compadres von Manolo Franco und Niño de Pura. Mit seiner Stimme begleitete er Eva Yerbabuena, und Javier Barón, ferner im Jahr 2002 Henry Bengoa in dessen Produktion Inventario und Israel Galván in Galvánicas. Somit wurde er zu einem herausragenden Sänger des cante para bailar, des Gesangs zum Tanz. Er beschränkte sich jedoch nicht auf dieses Genre: 2001 trat er beispielsweise mit dem Orchestre Chekkara aus Tétouan in einer Crossover-Produktion auf. Im selben Jahr erschien seine erste Solo-CD mit dem Titel Arcángel.
2002 wurde er für seinen Gesang mit dem Premio Andalucía Joven, dem Premio Nacional Flamenco Activo de Úbeda, dem Giraldillo der Biennale von Sevilla sowie der Venencia Flamenca ausgezeichnet.
Seine Zusammenarbeit mit dem zeitgenössischen Komponisten Mauricio Sotelo in Cantes Antiguos und Sonetos del amor oscuro ist ein weiteres Beispiel seiner Arbeit in musikalischen Genres über den Flamenco hinaus. 2004 veröffentlichte er zusammen mit dem Gitarristen Juan Carlos Romero sein zweites Album La calle perdía. 2006 veröffentlichte er das Album Ropa vieja, eine Gemeinschaftsarbeit mit Isidro Muñoz und den Gitarristen Miguel Ángel Cortés und Daniel Méndez. 2008 ehrte ihn die Stadt Huelva als Onubense del año. Anlässlich der Biennale von Sevilla 2008 präsentierte er De dónde venimos, a dónde vamos, eine Reise durch die Geschichte der andalusischen Gesänge mit traditionellen und eigenen Texten. Bei Festival von Madrid im selben Jahr trat er mit Zambra 5.1 auf, einer Hommage an Manolo Caracol.
2011 erschien seine CD El Quijote de los sueños.  Für seine Schöpfung Las idas y las vueltas erhielt er den Giraldillo der Biennale von Sevilla 2012. 2015 erschien Tablao mit Miguel Ángel Cortés und Dani de Morón an den Gitarren. 2017 wurde er mit der Medalla de Andalucía ausgezeichnet und 2018 mit der Goldmedaille der Provinz Huelva. 2018 publizierte er die CD Al este del cante, eine Koproduktion mit Georgi Petkov und seinem bulgarischen Chor. Seit jenem Jahr präsentiert er Abecedario Flamenco auf den Theaterbühnen, ein Werk, das er den großen Flamenco-Hits und ihren Interpreten widmete.